# تینبذار
تینبذار (به عربی: تینبذار) یک شهرداری در الجزایر است که در استان بجایه واقع شده‌است.